# Mapelai (Ort)
Mapelai ist ein osttimoresischer Ort im Suco Lebos (Verwaltungsamt Lolotoe, Gemeinde Bobonaro). Der Ortsname stammt aus dem Bunak und bedeutet „Adlersitz“. Da sich im Dorf auch der Sitz des Sucos befindet, wird der Ort auch „Lebos“ genannt.

## Geographie
Das Dorf liegt im Nordosten der Aldeia Mapelai, auf einer Meereshöhe von 1024 m. Es handelt sich um ein Straßendorf. Eine Überlandstraße führt in Richtung Osten zum Dorf Piron. Nach Westen geht die Überlandstraße in eine Piste über die nach Norden schwenkt zum Nachbarort Mabelis. In Mapelai zweigt eine Straße nach Süden ab zum Dorf Ibuk.
Nordwestlich erhebt sich am Ortsrand der Berg Mapewa (1095 m), südlich liegt der Luagebek (1089 m). Westlich entspringt der Sele, ein Zufluss des Malibaca.
In Mapelai steht eine Grundschule und nahe von Ibuk ein Stützpunkt der Unidade de Patrulhamento de Fronteira (UPF).